# Elektrostatischer Motor
Ein elektrostatischer Motor ist eine elektrische Maschine, die mit Hilfe von elektrischen Feldern elektrische in mechanische Arbeit umwandelt.

## Beschreibung
In elektrostatischen Motoren wird die Kraft, die von einem elektrischen Feld auf eine Ladung ausgeübt wird, in eine Bewegung umgesetzt. Eine erste Beschreibung dieses Prinzips geht auf Benjamin Franklin aus dem Jahr 1747 zurück.  Der elektrostatische Motor ist eine Sonderform des Elektromotors, der im Gegensatz zu anderen Bauarten keine Permanentmagnete nutzt.
Dieser benötigt im Vergleich zu anderen Elektromotoren eine relativ hohen Spannung. Für makroskopische Anwendungen liegt die benötigte Spannung bei einigen Kilovolt. Der Motor kann im Stillstand sein volles Drehmoment entwickeln, ohne dass Strom fließt.
Der Aufbau des Motors ist so, dass mehrere Aluminiumscheiben jeweils abwechselnd fest bzw. rotierend in Reihe montiert werden. Diese Scheiben sind ähnlich wie Leiterplatten bedruckt und befinden sich in einem flüssigen Dielektrikum. Die Platten werden dabei mit einphasigen (Rotatoren) bzw. dreiphasigem Wechselstrom durchflossen. Durch eine Änderung der Frequenz kann die Geschwindigkeit angepasst werden, durch eine Veränderung der Stromstärke das Drehmoment.
Wie jeder Elektromotor kann diese Bauform auch als Generator genutzt werden. Diese elektrostatischen Generatoren werden Influenzmaschine genannt.

## Anwendungen
Es ergeben sich Anwendungsmöglichkeiten in der Nanotechnik, da der Motor mit einer 2-dimensionalen Struktur gefertigt werden kann. Das elektrostatische Antriebskonzept gehört zu den wichtigsten Antriebsprinzipien der Mikroaktoren.
Aufgrund der Weiterentwicklung der Leistungselektronik rückt diese Motorbauform auch in den Fokus für die Entwicklung von größeren Elektromotoren, so etwa für Elektroautos. Als Vorteile werden hier eine höhere Effizienz, der Verzicht auf Permanentmagnete mit Metallen der seltenen Erden und ein geringerer Kupferbedarf durch den Einsatz von Aluminium genannt. Ebenso der Entfall eines Getriebes, durch einen, im Gegensatz zu elektromagnetischen Motoren, optimaleren Betrieb mit niedriger Geschwindigkeit. Erste industrielle Testanwendungen hierzu wurden 2024 in den USA, durch ein Spin-off der University of Wisconsin–Madison durchgeführt. Der bei diesem Test verwendetem Motor leistete mit einer Spannung von 2 kV zwischen 360 W bei 18 Nm. Leistungsstärkere zwischen 750 W bis 3.750 W befinden sich in der Entwicklung.